# شی ژیهوا
شی ژیهوا (انگلیسی: Shi Zhihao؛ زادهٔ ۲۶ سپتامبر ۱۹۵۹) یک بازیکن تنیس روی میز اهل جمهوری خلق چین است. 
وی در مسابقات کشوری و بین‌المللی در مجموع برنده ۳ مدال طلا، ۱ مدال نقره شده‌است.